# Landelles
Landelles – miejscowość i gmina we Francji, w Regionie Centralnym, w departamencie Eure-et-Loir.
Według danych na rok 1990 gminę zamieszkiwały 493 osoby, a gęstość zaludnienia wynosiła 48 osób/km² (wśród 1842 gmin Regionu Centralnego Landelles plasuje się na 687. miejscu pod względem liczby ludności, natomiast pod względem powierzchni na miejscu 1135.).